# Garelli Cross 40
Die Garelli Cross 40 ist ein Mokick des italienischen Herstellers Garelli, das ab 1972 produziert wurde. Es ist eine geländetaugliche Version, die für den europäischen Markt entwickelt wurde. Die Cross 40 wurde unter anderem über den Neckermann-Versand vertrieben.

## Technik
Die Garelli Cross 40 ist technisch weitgehend baugleich mit der Garelli Bonanza, unterscheidet sich aber durch zahlreiche geländespezifische Merkmale:
- Bereifung: Vorn 2,25 × 17", hinten 2,50 × 17", jeweils auf Speichenrädern, statt 3,00 × 10" auf Gussfelgen wie bei der Bonanza.
- Auspuffanlage: Hochgelegter Auspuff mit verchromtem Hitzeschutzblech für den Geländeeinsatz.
- Lenker: Breiter, verstärkter Motor-Cross-Lenker für mehr Kontrolle im Gelände.
- Tank: Größeres Tankvolumen von 8,6 Litern (statt 7,4 l).
- Design: Geländetauglicher Aufbau (mehr Bodenfreiheit) mit verstärktem Rahmen und grobstolliger Bereifung.

## Technische Daten

### Fahrgestell und Motor
| Merkmal                  | Wert                                                        |
| ------------------------ | ----------------------------------------------------------- |
| Motor                    | Garelli Einzylinder-Zweitaktmotor, luftgekühlt              |
| Hubraum                  | 49 cm³                                                      |
| Bohrung × Hub            | 40 mm × 39 mm                                               |
| Verdichtung              | 1 : 8                                                       |
| Leistung                 | 2,7 PS (2,0 kW) bei 5500/min                                |
| Getriebe                 | 4-Gang mit Fußschaltung                                     |
| Kupplung                 | Mehrscheiben-Ölbadkupplung                                  |
| Antrieb                  | Kette (Teilung: 1/2" × 3/16", 108 Glieder einschl. Schloss) |
| Übersetzung              | Ritzel: 10 Zähne, Kettenrad: 44 Zähne                       |
| Vergaser                 | Dell’Orto SHA 14/14 mit Kaltstartautomatik, Düse 56         |
| Verbrauch                | ca. 2 l/100 km                                              |
| Tankinhalt               | 8,6 Liter                                                   |
| Rahmen                   | Doppelschleifenrohrrahmen                                   |
| Federung vorne           | Teleskopgabel                                               |
| Federung hinten          | Schwinge mit Federbeinen                                    |
| Radstand                 | 1185 mm                                                     |
| Länge                    | 1860 mm                                                     |
| Breite                   | 800 mm                                                      |
| Höhe                     | 1000 mm                                                     |
| Leergewicht              | 63 kg                                                       |
| Zulässiges Gesamtgewicht | 220 kg                                                      |
| Sitzplätze               | 2                                                           |
| Bereifung vorne          | 2,25 × 17" (mit Speichenrädern)                             |
| Bereifung hinten         | 2,50 × 17" (mit Speichenrädern)                             |
| Reifendruck vorne        | 1,5 atü                                                     |
| Reifendruck hinten       | 2,8 atü                                                     |
| Bremsen                  | Trommelbremsen (vorn mit Handhebel, hinten mit Pedal)       |

### Elektrische Anlage
| Merkmal      | Wert                                  |
| ------------ | ------------------------------------- |
| Zündung      | Bosch Schwungmagnetzünder 6 V/18 W    |
| Scheinwerfer | 6 V/15 W                              |
| Rücklicht    | 6 V/2–3 W                             |
| Zündkerze    | Bosch W225, Gewinde: 14 × 1,25 (kurz) |

## Besonderheiten
Die Cross 40 war eine Variante, die mit Blick auf das Gelände konstruiert wurde. Die Kombination aus Speichenrädern, grober Bereifung, Motorcross-Lenker und hochgelegtem Auspuff machte sie zu einer beliebten Wahl für junge Fahrer mit sportlichen Ambitionen.